# Cuadro combinado

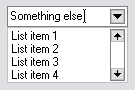
Un cuadro combinado genérico

Un cuadro combinado o cuadro de lista (en inglés: combo box) es un elemento de interfaces gráficas de usuario. Tradicionalmente, es una combinación entre una lista desplegable y un cuadro de texto, que permite al usuario introducir cualquier valor directamente en el teclado o, alternativamente, seleccionar un valor de la lista. El término «lista desplegable» se utiliza a veces para significar «cuadro combinado», aunque en los lenguajes como Java y .NET, no son sinónimos.